# 查爾斯·布朗特
查爾斯·布朗特（英語：Charles Brandt，1942年—2024年10月22日）是一名美國的調查員、律師和作家。他最出名是選寫回憶錄《我聽說你漆房子》（I Heard You Paint Houses），該書被改編成2019年電影《愛爾蘭人》，由馬田·史高西斯執導，主演是羅拔·迪尼路、阿爾·柏仙奴和祖·柏斯。

## 逝世
布朗特於2024年10月22日在威明頓一間安寧醫院去世，享年82歲。

## 書籍作品
- 《The Right to Remain Silent》（1988年）作者：查爾斯·布朗特
- 《我聽說你漆房子》（I Heard You Paint Houses）（2004年）作者：查爾斯·布朗特
- 《Donnie Brasco: Unfinished Business》（2008年）作者：查爾斯·布朗特、約瑟夫·D·皮斯托
- 《We're Going to Win This Thing: The Shocking Frame-up of a Mafia Crime Buster》（2012年）作者：查爾斯·布朗特